# Martin Arz
Martin Arz (* 3. Juli 1963 in Würzburg) ist ein deutscher Schriftsteller und bildender Künstler.

## Leben
Martin Arz studierte nach dem Abitur ein Jahr an der Würzburger Julius-Maximilians-Universität Kunstgeschichte, Volkskunde und Vor- und Frühgeschichte. Im Jahr 1983 wechselte er an die Ludwig-Maximilians-Universität in München und zu den Fächern Theaterwissenschaft, Völkerkunde und Kunsterziehung. Während des Studiums, das er mit Magister abschloss, schrieb Arz für das Süddeutsche Zeitung Magazin und präsentierte seine Kunst in Ausstellungen. Anschließend arbeitete Arz als Public-Relations-Berater für McDonald’s, bevor er ganz Maler und Autor wurde.
Als Künstler ist Arz vor allem in früheren Werken von der Pop-Art und der Neuen Sachlichkeit beeinflusst. Hauptthema seiner Arbeit ist  der Mensch. In seinen Quadratschädeln entfernt sich Arz zunehmend vom Realismus und zerlegt die Porträtierten beispielsweise in farbige Puzzles.
Als Krimiautor veröffentlichte er 1999 erstmals ein Werk über den Hobbydetektiv Felix von Schwind; weitere drei Felix-Romane, geschrieben als Ich-Erzählungen mit stark satirischem Einschlag, folgten. Im Jahr 2004 erschien mit Das geschenkte Mädchen der erste Kriminalroman mit Kriminalrat Max Pfeffer, der von der Zeitschrift Brigitte zu den besten 15 Neuerscheinungen im Taschenbuch des Jahres gekürt wurde. Beide Krimiserien spielen fast ausschließlich in München, oft im Glockenbachviertel. Ungewöhnlich für deutsche Krimis ist, dass beide Serienhelden homosexuell sind. Die Felix-Serie spielt zudem zum Teil in der Schwulenszene.
Arz veröffentlicht zudem Kurzgeschichten sowie -krimis und publiziert als Sachautor Bücher über Münchner Stadtteile. Er lebt in München.

## Werke

### Kriminalromane

#### Felix-Romane
- Es ist hingerichtet, Bruno Gmünder Verlag, Berlin, 1999, ISBN 3-86187-411-3.
- Sieben Tuben Leichenblut, Bruno Gmünder Verlag, Berlin, 2000, ISBN 3-86187-412-1.
- Mords Rummel, Bruno Gmünder Verlag, Berlin, 2000, ISBN 3-86187-414-8.
- Tod eines Luders, Bruno Gmünder Verlag, Berlin, 2004, ISBN 3-86187-594-2.

#### Max-Pfeffer-Krimis
- Das geschenkte Mädchen, Pfeffers 1. Fall, Leda Verlag, Leer, 2004, ISBN 3-93492-742-4.
- Reine Nervensache, Pfeffers 2. Fall, Leda Verlag, Leer, 2005, ISBN 3-934927-62-9.
- Die Knochennäherin, Pfeffers 3. Fall, Querverlag, 2009, ISBN 3-89656-167-7.
- Pechwinkel, Pfeffers 4. Fall, Hirschkäfer Verlag, 2011, ISBN 978-3-940839-18-3.
- Westend17, Pfeffers 5. Fall, Hirschkäfer Verlag 2014, ISBN 978-3940839-33-6.
- Geldsack, Pfeffers 6. Fall, Hirschkäfer Verlag 2015, ISBN 978-3-940839-41-1.
- Münchner Gsindl, Pfeffers 7. Fall Hirschkäfer Verlag 2020, ISBN 978-3-940839-64-0.

#### Einzeltitel
- Ghosting Giesing. Hirschkäfer Verlag, München 2022, ISBN 978-3-940839-84-8.
- Stadtpanther. Hirschkäfer Verlag, München 2023, ISBN 978-3-940839-89-3.

### Sachbücher
- Die Isarvorstadt, Gärtnerplatz-, Glockenbach- und Schlachthofviertel, Hirschkäfer Verlag, München, 2008, ISBN 978-3-940839-00-8.
- Die Maxvorstadt, Die unbekannte Schöne (Co-Autor: Ulrich Schall), Hirschkäfer Verlag, München, 2008, ISBN 978-3-940839-01-5.
- Giesing, Hirschkäfer Verlag, München, 2014, ISBN 978-3-940839-36-7.

## Ausstellungen
- 1997: 3. EigenArt, München
- 1997: Kunstpreis Ebersberg, Ebersberg
- 1998: Afrika, Kunstbehandlung, München
- 2006: Baustelle Lenbach, Kunstpavillon, München
- 2006: KrimiKunst, Günter Grass-Haus, Lübeck
- 2006: Jahresausstellung Kunstverein Ebersberg, Ebersberg